# Ma douce tigresse
Pour plus de détails, voir Fiche technique et Distribution.
Ma douce tigresse (Crooks Anonymous) est un film britannique réalisé par Ken Annakin, sorti en 1962.

## Synopsis
Le capitaine « Dandy Forsdyke » est un criminel compulsif qui ne peut résister à la tentation de voler. Il est doué notamment pour l'ouverture des coffres-forts. Mais il est fiancé à Babette, une strip-teaseuse, qui veut qu’il reprenne le droit chemin avant de l'épouser. Comme il est amoureux, il veut désespérément arrêter, mais il est toujours attiré dans de mauvais coups par ses anciens amis. Babette découvre une société connue sous le nom de « Les Escrocs Anonymes » qui aide les voleurs endurcis à s'amender. Fondée par M. Montague, cette société a un excellent bilan. Babette accepte de les aider à guérir Forsdyke.
Forsdyke est interpellé en train de cambrioler par un homme des Escrocs Anonymes, Frère Widdowes, déguisé en policier et emmené au quartier général de la société. Confronté à Montague, Forsdyke admet qu'il veut renoncer au crime et épouser Babette. Ils commencent à l'interroger et découvrent que son vrai nom est Cox et qu'il n'a jamais fait son service militaire alors qu'il prétend être un vétéran. Widdowes et Montague embarquent Forsdyke dans une sorte de stage de réinsertion. Ils commencent par l'enfermer dans une pièce remplie de coffres-forts contenant des cigarettes, de la nourriture, des boissons et un certain nombre de pièges, ce qui les rend dangereux à ouvrir. Après un mois à ce régime, Forsdyke réussit finalement le test et est libéré. Il emménage avec Babette, travaille comme père Noël dans un grand magasin et refuse une offre de la part d'un de ses anciens amis pour qu'il retourne dans la criminalité.
Cependant, après avoir consommé de grandes quantités d'alcool lors d'une fête de Noël, il se retrouve seul dans le grand magasin, avec 250 000 £ dans le coffre-fort. Forsdyke ouvre le coffre avec l'intention de voler l'argent, puis panique à l'idée de rechuter. Il appelle Escrocs Anonymes pour obtenir de l'aide. Ils envoient leurs deux meilleurs hommes, y compris Frère Widdowes, qui suffoque à la vue de l'argent. Ils appellent à leur tour le président qui arrive avec son secrétaire. Confrontés à cette opportunité unique, tous les cinq décident de voler l'argent et de le partager entre eux. Ils réussissent à sortir du magasin, les veilleurs de nuit étant ivres, et se retrouvent dans la rue. Ils se rendent chez Forsdyke, mais ils sont confrontés à Babette, outrée, qui leur demande de remettre l'argent. À contrecœur, ils sont d'accord car elle menace d'appeler Scotland Yard et de les informer du cambriolage.
Ils réussissent à replacer l'argent, malgré le déclenchant accidentel d'une alarme qui fait sortir les veilleurs de nuit. Une fois dehors, ils poussent un soupir de soulagement. Forsdyke épouse Babette et, en signe d'appréciation, ils font d'elle une sœur des Escrocs Anonymes pour les aider à rester honnêtes.

## Fiche technique
- Titre original : Crooks Anonymous
- Titre français : Ma douce tigresse
- Réalisation : Ken Annakin
- Scénario : Jack Davies, Henry Blyth
- Direction artistique : Harry Pottle
- Costumes : Morris Angel
- Photographie : Ernest Steward
- Son : John W. Mitchell
- Montage : John Trumper
- Musique : Muir Mathieson, George Martin
- Production : Julian Wintle, Leslie Parkyn
- Production associée : Jack Davies
- Société de production : Independent Artists
- Société de distribution : Anglo Amalgamated Film Distributors
- Pays d'origine :  Royaume-Uni
- Langue originale : anglais
- Format : Noir et blanc — 35 mm — 1,37:1 — son mono
- Genre : Comédie
- Durée : 88 minutes
- Dates de sortie : 
  - Royaume-Uni : avril 1962
  - France : 31 mai 1967
- Affiche : Giuliano Nistri (Italie)

## Distribution
- Leslie Phillips : Dandy Forsdyke
- Stanley Baxter : Widdowes
- Wilfrid Hyde-White : Laurence Montague
- Julie Christie : Babette La Verne
- James Robertson Justice : Sir Harvey Russellrod
- Michael Medwin : Ronnie Bassett
- Pauline Jameson : Prunella
- Robertson Hare : Grimsdale
- Raymond Huntley : Wagstaffe